# Italia Marittima
Italia Marittima S.p.A. — итальянская компания — судовладелец, штаб-квартира в городе Триест, Италия.
Компания была основана в 1836 году как Österreichischer Lloyd (Австрийский Ллойд). Переименована в 1919 году в Lloyd Triestino, а с 2006 года известна как Italia Marittima S.p.A.
Сейчас компания входит в Evergreen Group.
По состоянию на 2007 год флот компании насчитывал 40 судов: 9 в собственности и 31 взятые в чартер.

## История

### 1836—1919: Österreichischer Lloyd

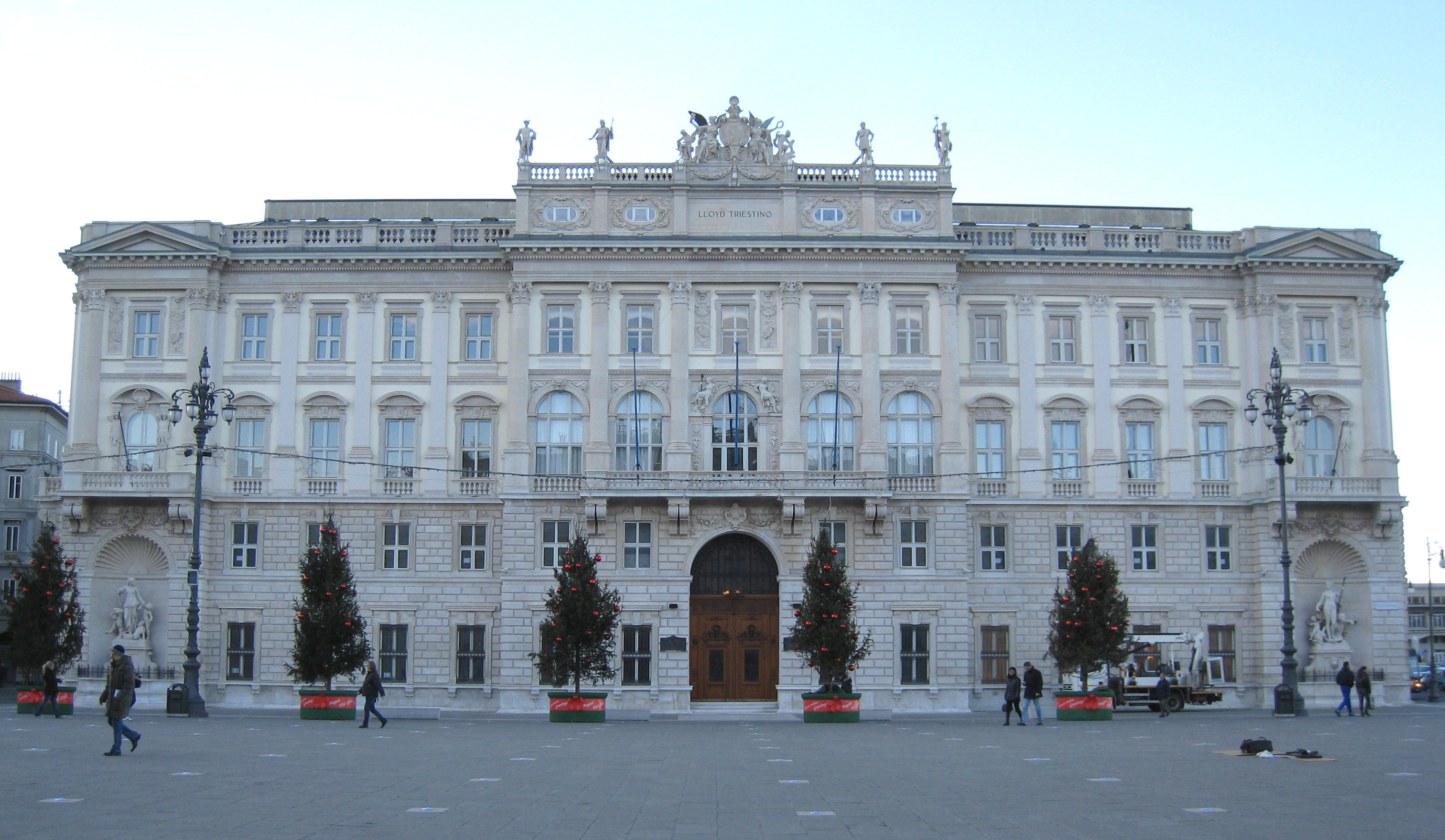
Построенное в 1883 году здание Штаб-квартиры компании, 2007 год

В 1833 году семь страховых компаний города Триест решили, совместно с компанией Lloyd's of London, создать компанию Austrian Lloyd Trieste.
После предварительных процедур создания компании, администрация обратилась с просьбой к императору Австрии Фердинанду I предоставить компании привилегию навигации в Левант (Страна Обетованная).
20 апреля 1836 года был создан навигационный департамент компании, который 2 августа 1836 года принял решение построить шесть пароходов. Таким образом была основана компания Österreichischer Lloyd (Австрийский Ллойд).
В 1838 году флот компании составлял 10 судов, в 1846-м — 20 судов, а в 1860-м году — 61 судно.
В 1844 году компания поглотила компанию First Danubian Steam Navigation Company’s, перехватив её линию из Константинополя в Смирну. Годом позже компания стала почтовым перевозчиком Австро-Венгерской монархии.
К открытию Суэцкого канала в 1869 году, компания приобрела три парохода Pluto, Vulcan, и America.
После открытия канала, компания запустила линию Триест — Бомбей и еженедельный маршрут между Триестом и Порт-Саидом. В 1879 году компания открыла линию на Коломбо, а в 1880 году — линию на Сингапур и Гонконг.
В 1883 году по проекту архитектора Генриха фон Ферстеля в Триесте было построено здание штаб-квартиры компании.
К 1918 году компания стала одной из крупнейших судоходных компаний мира с флотом 62 судна дедвейтом 236 тыс. тонн. Компания осуществляла перевозки из Триеста на Ближний Восток, Индию, Китай, Дальний Восток, Бразилию, США и Северную Европу.

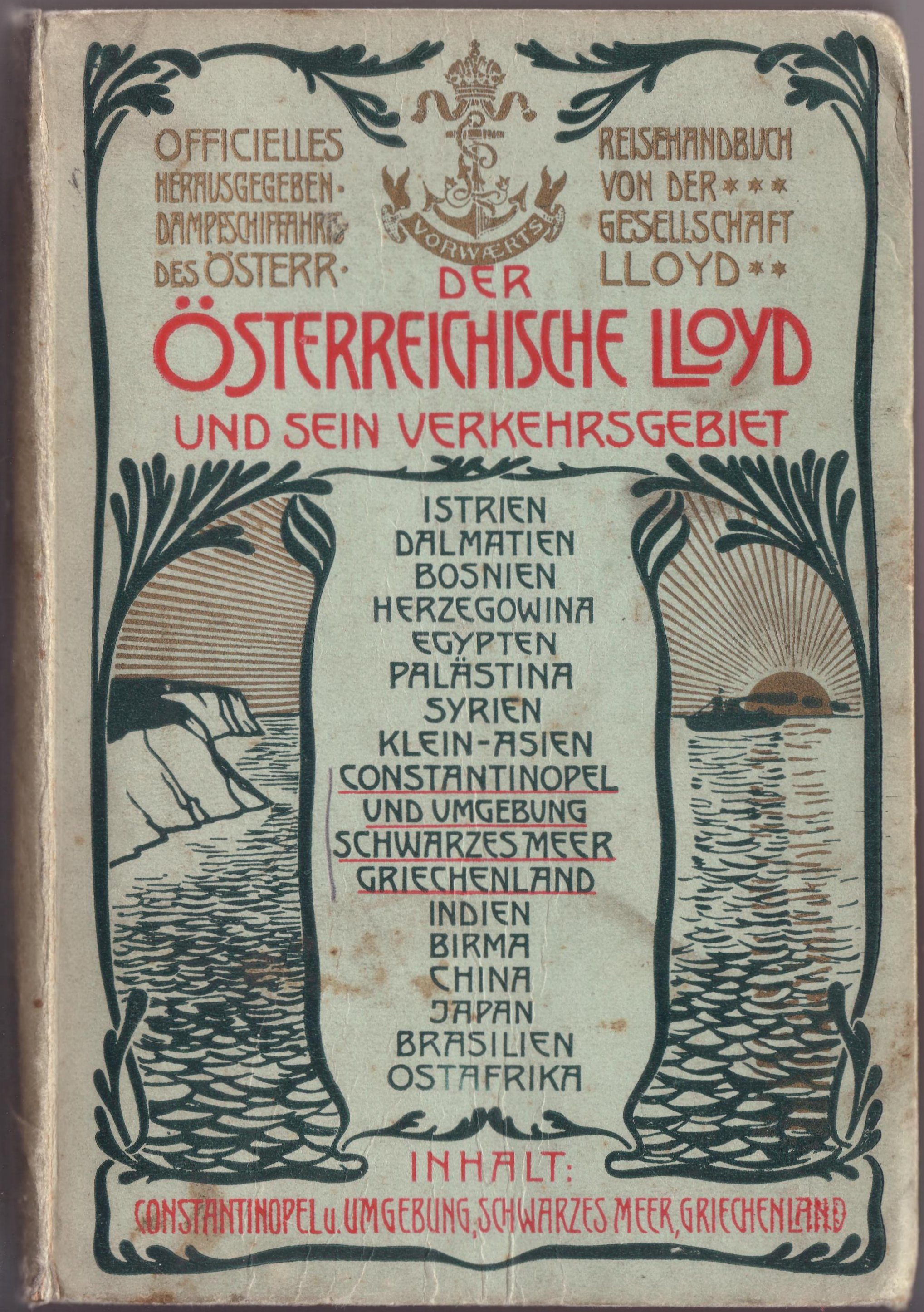
Путеводитель компании за 1902 год
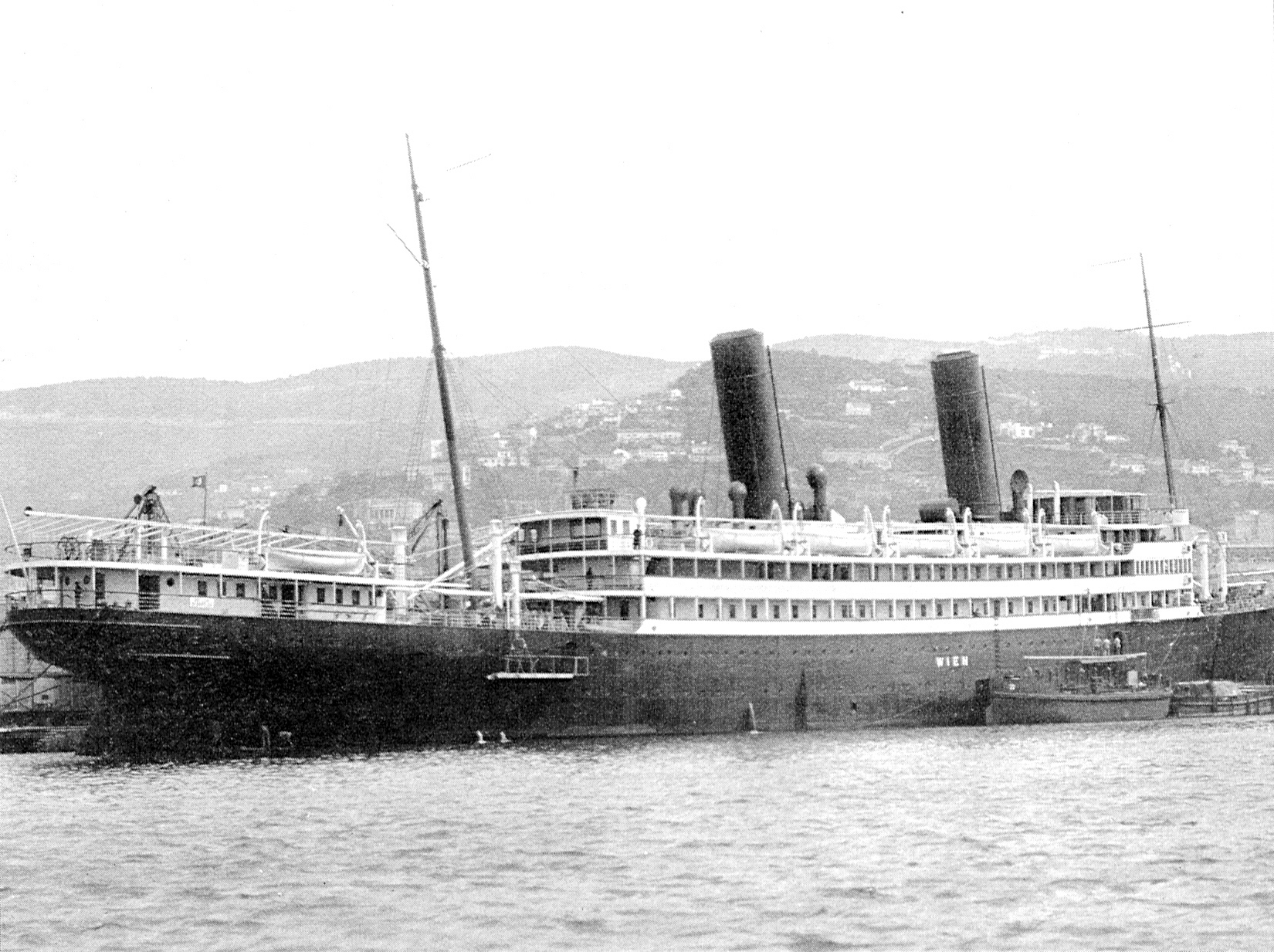
Лайнер Wien, 1911 год
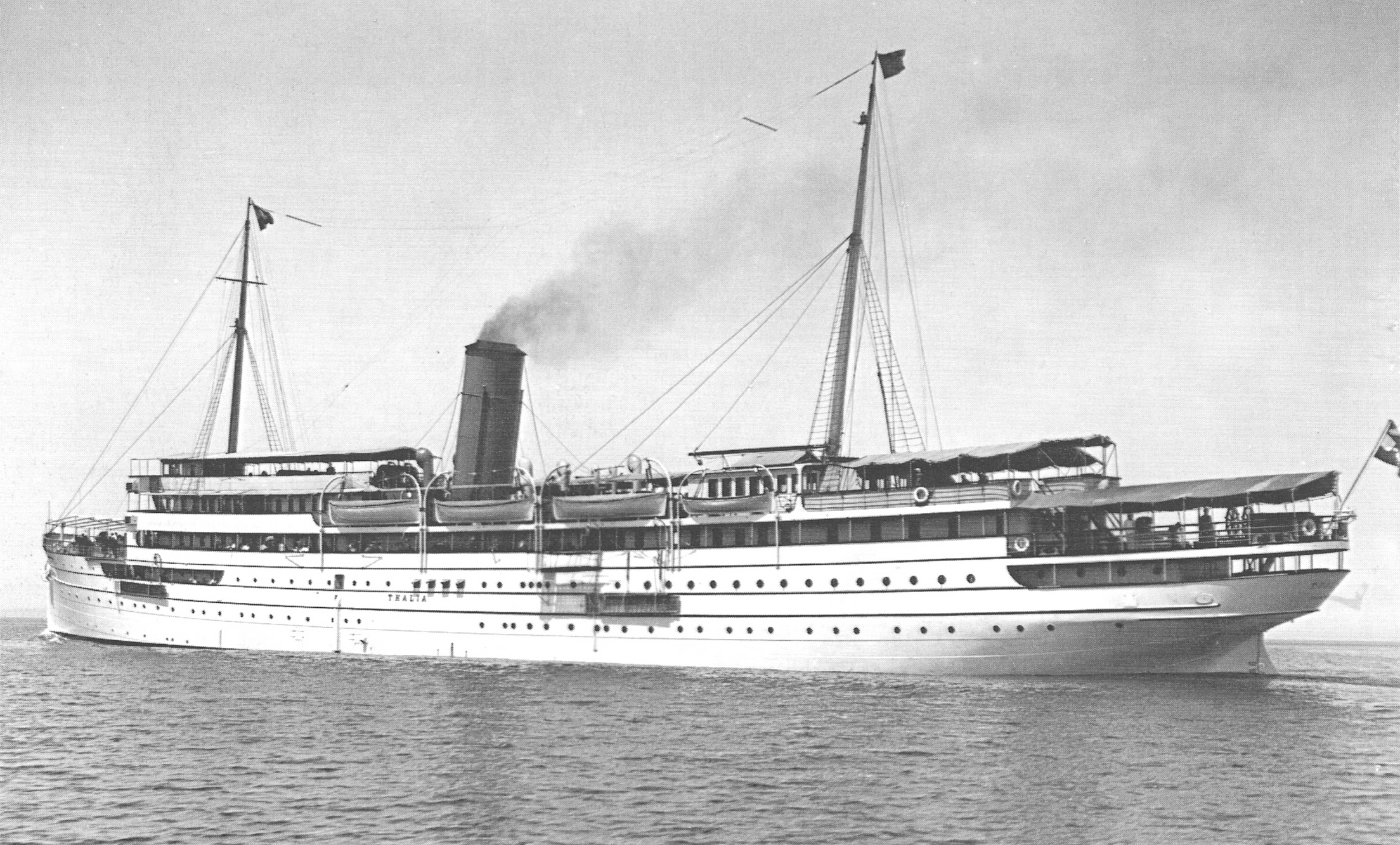
Лайнер Thalia, 1886 год
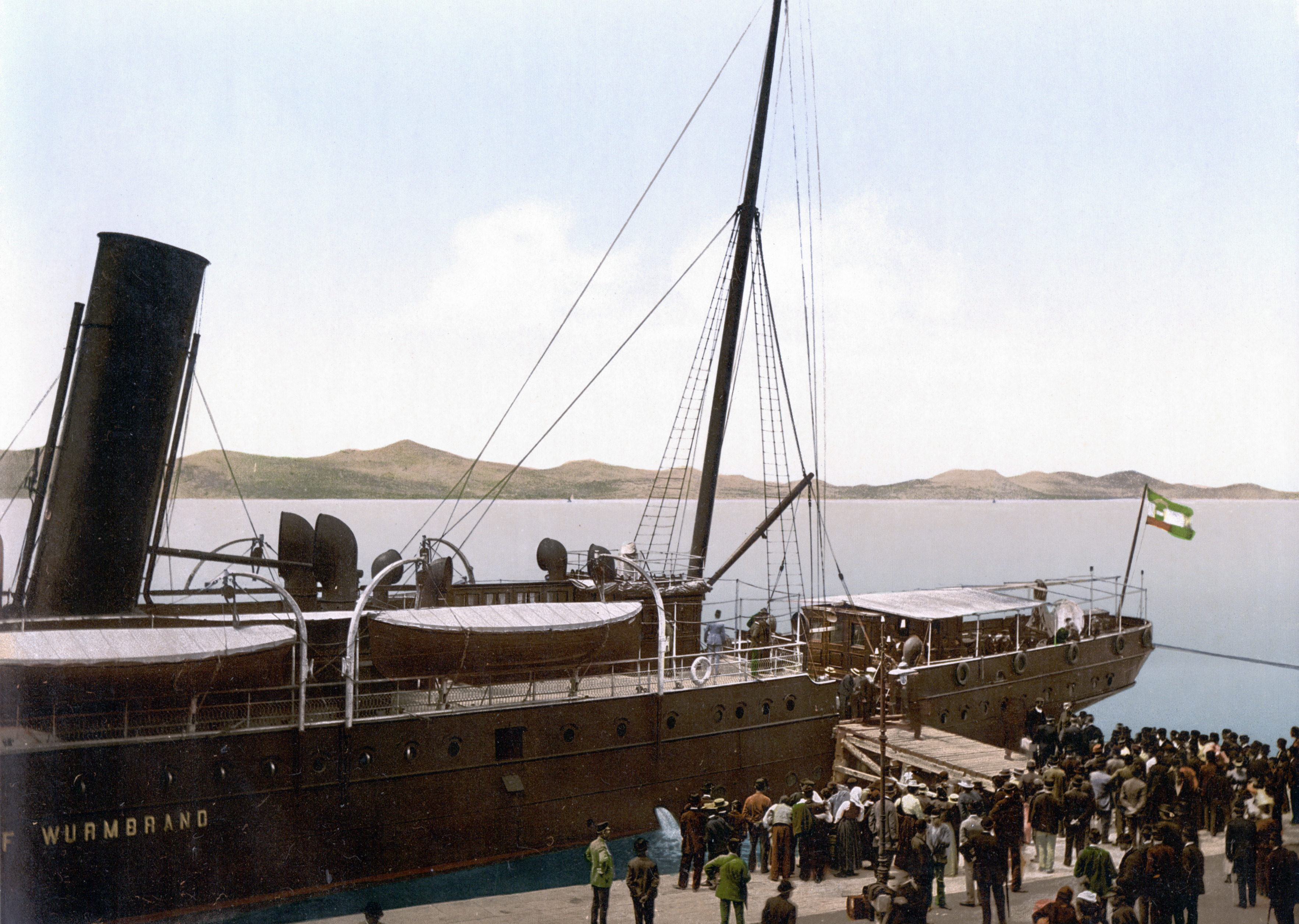
Пароход Graf Wurmbrand, город Задар, фото между 1890 и 1905 годом

### 1919—2006: Lloyd Triestino
В 1919 году, когда город Триест стал частью Италии, название компании было изменено на «Lloyd Triestino».
В результате Первой мировой войны компания претерпела изменения: 33 судна были конфискованы Австрией для военных нужд (использовались в качестве транспортных судов и госпиталей), 8 конфискованы в иностранных портах, 11 были потоплены.
К 1930-му году Lloyd Triestino снова стала одной из ведущих судоходных компаний, с флотом в 85 судов и 17 сервисных линий в Азию, Африку и Австралию. Сеть агентств по всему миру насчитывала 125 отделений.

#### 1939—1945: флот компании во Второй мировой войне

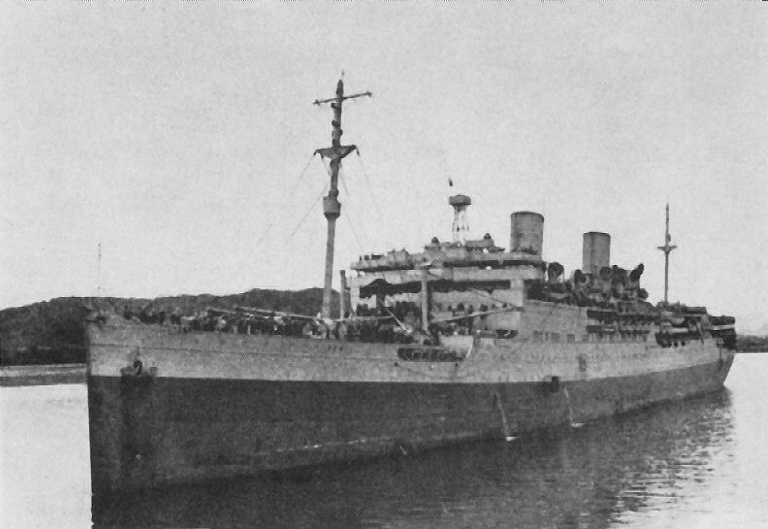
USS Hermitage (AP-54) — конфискованный США лайнер компании Conte Biancamano, 1943

В период Второй мировой войны компания потеряла 68 судов. К концу войны флот компании насчитывал 5 судов.
Судьба некоторых судов компании:
- Лайнер Wandilla, 1912 года постройки. Куплен компанией в 1935 году, переименован в Cesarea, а в 1938 году переименован в Arno. Реквизирован в 1940 году, использовался ВМС Италии как госпитальное судно. Потоплен Королевскими ВВС Англии 10 сентября 1942 года в точке с координатами 33°14′N 23°23′E в 40 милях (64 км) в северо западе от Тобрука.
- Лайнер Duilio, 1921 года постройки. Был взят компанией в чартер в 1933 году и выкуплен в 1936-м. В 1942 году был взят в чартер Международным Красным крестом. Потоплен 10 июля 1944 года авиацией союзников. В 1948 году поднят и пущен на слом.
- Лайнер Конте Верде, 1923 года постройки, в 1932 году перешел компании в результате поглощения Italian Line. В 1943 году в результате перемирия между Италией и Союзниками затоплен командой в Шанхае, но был поднят японцами в 1944, использовался для перевозки пехоты. 25 июля 1945 года потоплен в ходе авианалёта бомбардировщиков США B-24.
- Лайнер Conte Biancamano. Построен в 1925 году, в 1936 году перешел компании в результате поглощения Italian Line. На момент объявления Италией войны США находился в Панаме, интернирован, переименован в USS Hermitage (AP-54). С августа 1942 года использовался США как транспорт, за время войны прошел 230,000 миль, перевез 129,695 пассажиров. В 1947 году передан Италии, обратно переименован в Conte Biancamano, использовался как пассажирский лайнер, пущен на слом в 1961 году.
- Лайнер Leonardo da Vinci, построен в 1925 году. Приобретен компанией в 1937 году. 14 февраля 1941 года взят трофеем английским крейсером HMS Shropshire (73), переименован в SS Empire Clyde и использовался как госпитальное судно. В 1948 переименован в RFA Maine и использовался Королевскими ВМС как вспомогательное судно. Участвовал в войне в Корее. Пущен на слом в апреле 1954 года.
- Транспорт-рефрижератор Savoia, 1922 года постройки, приобретен компанией в 1937 году. 14 февраля 1941 года взят трофеем как судно-приз английским крейсером HMS Hawkins (D86). Переименован в Empire Arun. Участвовал в ряде конвоев. После войны сменил нескольких хозяев и в 1969 году продан на слом.

#### 1945—2006: восстановление после войны
К концу войны флот компании насчитывал 5 судов.
К 1956 году флот Lloyd Triestino вырос до 31 судна.
В 1970-х в период контейнерной революции, компания стала пионером контейнерных перевозок в Африку, Азию и Австралию. Компании принадлежал первый итальянский контейнеровоз «Lloydiana» грузовместимостью 1,698 teu.
В 1993 году кампания вошла в партнерство с тайваньской компанией Evergreen Marine.

### 2006: Italia Marittima
1 марта 2006 года компания сменила название на Italia Marittima.
Названия кораблей соответственно изменены: вместо префикса «LT» перед именем судна указывается префикс «Ital» (напр. LT Cortesia стала называться Ital Contessa).

## Флот компании
К концу 2006 года флот компании составлял 35 контейнеровозов.
К апрелю 2007 года компания оперировала 40 судами — 9-ю собственными и 31 взятыми в чартер.

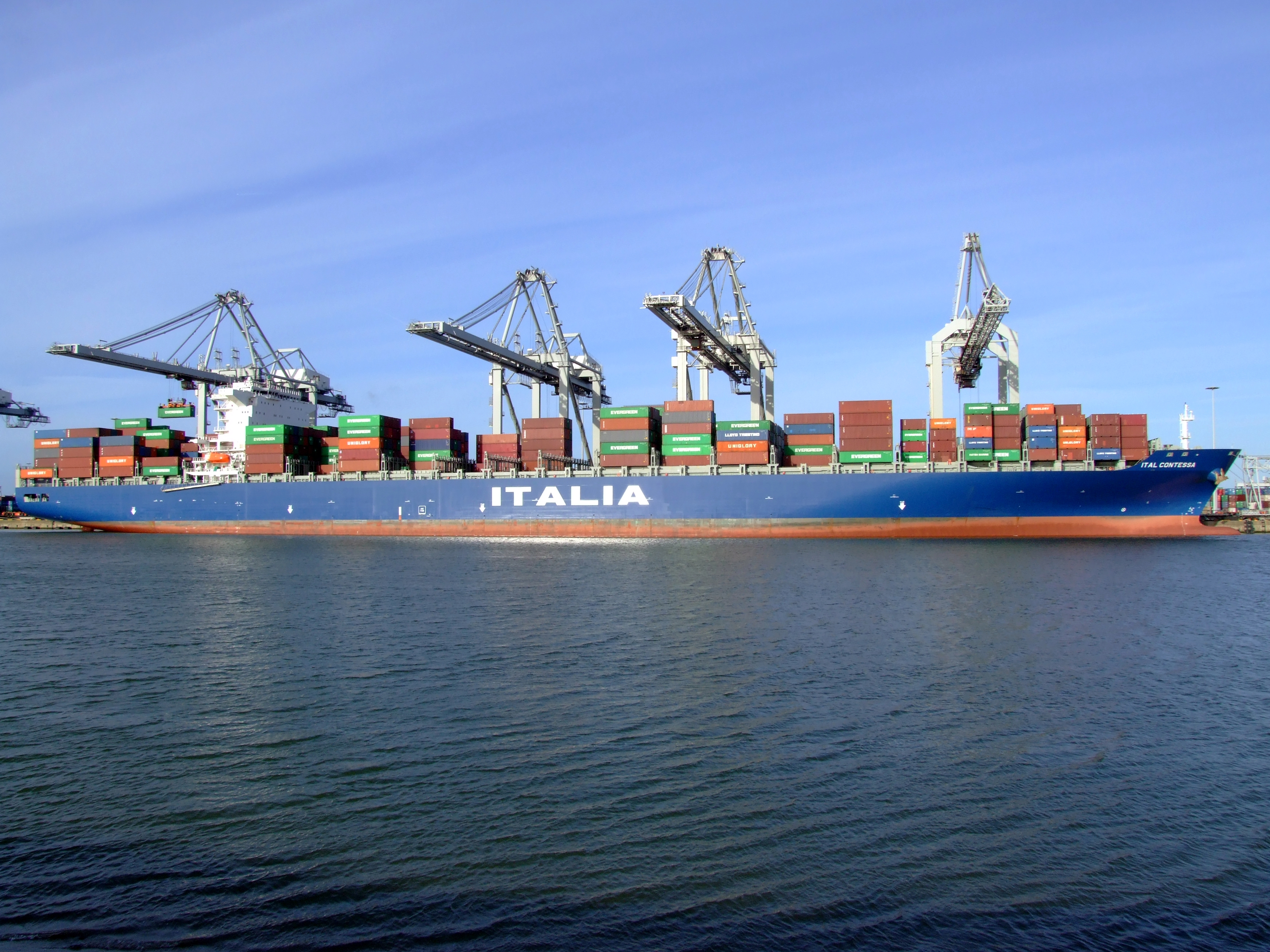
Контейнеровоз Ital Сontessa, 2007 год
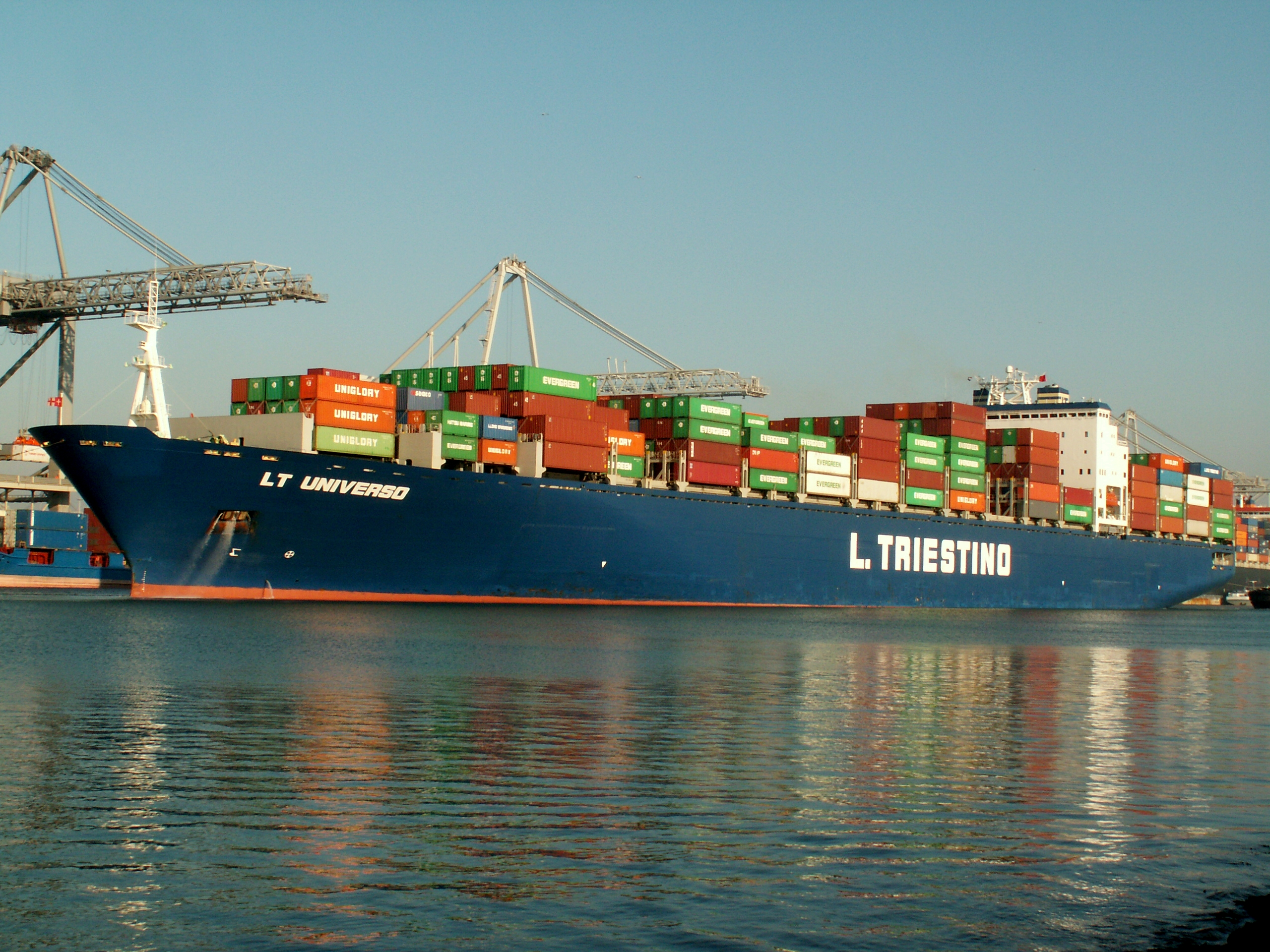
Контейнеровоз LT Universo, 2006 год
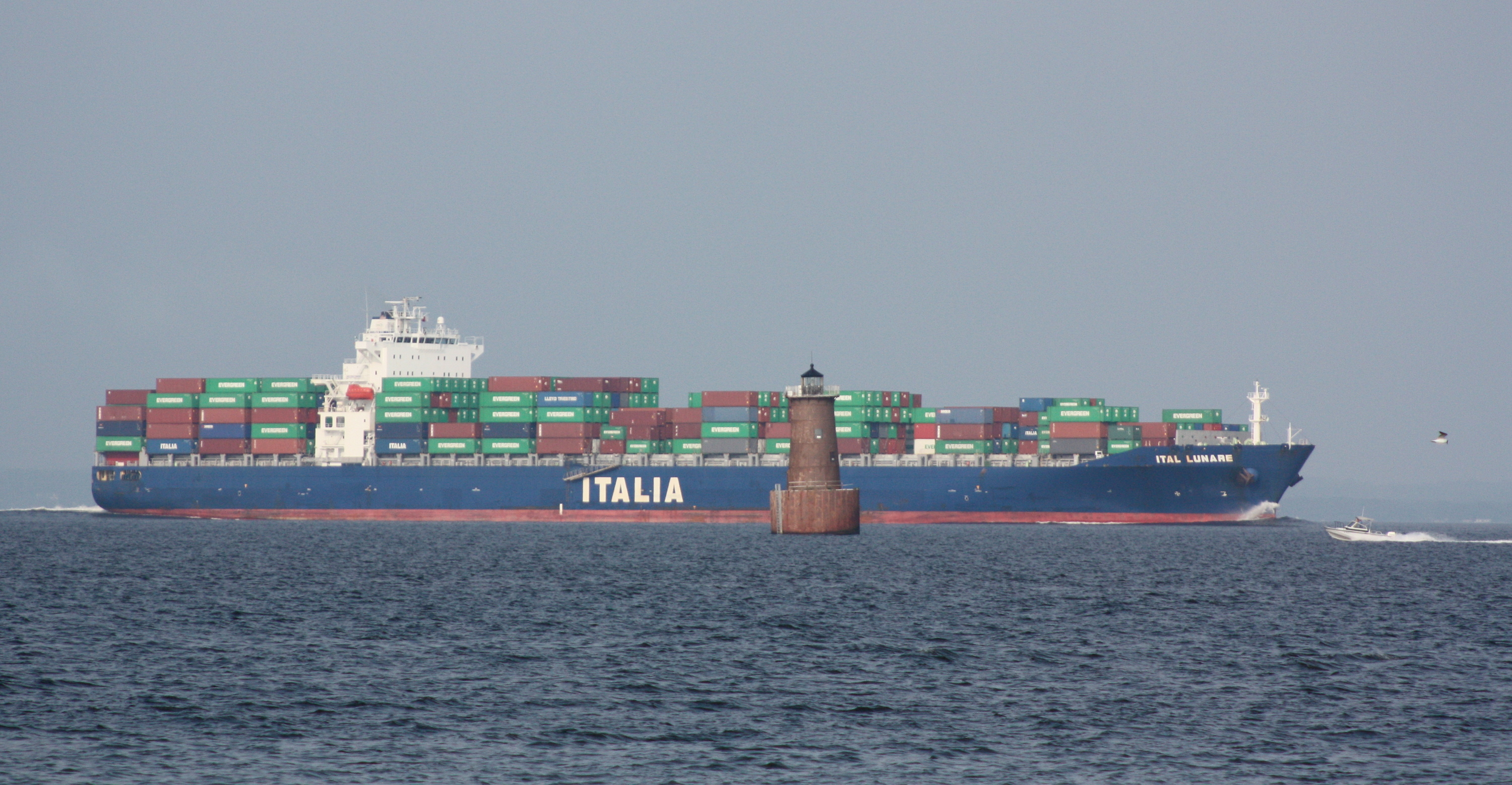
Контейнеровоз Ital Lunare, 2010 год
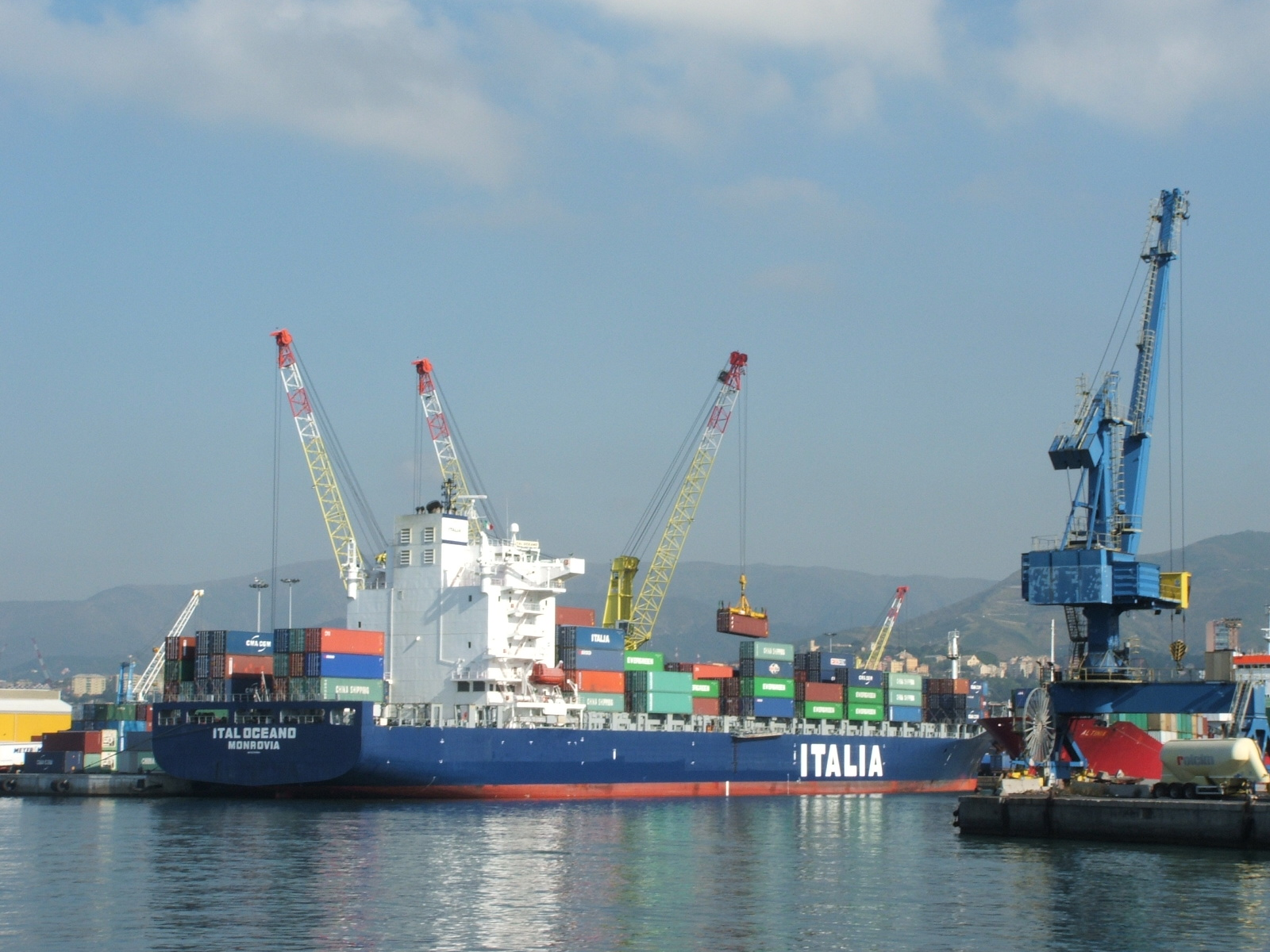
Контейнеровоз Ital Oceano, 2008 год

## Флот компании (история)
- 1963—1984: Лайнер Galileo Galilei, построен по заказу компании в 1963 году, для линии Италия-Австралия. В 1979 году был продан компании Italian Line.